# イーグル・アイ・チェリー
イーグル・アイ・チェリー（Eagle-Eye Cherry、1971年5月7日 - ）は、スウェーデン・ストックホルム出身の歌手。フリー・ジャズのトランペッター、ドン・チェリーを父に持つ。ネナ・チェリーは、異父姉にあたる。

## 略歴
1998年、アルバム『セイヴ・トゥナイト (Desireless)』は、アメリカにおいてプラチナディスクを獲得。同年にシングルカットされた「Save Tonight」は、全米チャート（Billboard Hot 100）第5位、全英チャート（Music Week）第6位のヒットを記録した。続いてリリースされたシングル「Falling In Love Again」は、全英チャート（Music Week）第8位を記録。2000年、リック・ルービンをプロデューサーに迎えたアルバム『リヴィング・イン・ザ・プレゼント・フューチャー』をリリースした。本作からはネナ・チェリーとの共演による「Long Way Around」がシングルカットされている。
また、俳優としても活動しており、テレビ番組『コスビー・ショー』等に出演している。

## ディスコグラフィ

### スタジオ・アルバム
- 『セイヴ・トゥナイト』 - Desireless (1997年、Superstudio / Polydor)
- 『リヴィング・イン・ザ・プレゼント・フューチャー』 - Living In The Present Future (2000年、Superstudio / Polydor)
- 『サブ・ローサ』 - Sub Rosa (2003年、BMG / RCA / Polydor)
- Can't Get Enough (2012年、Vertigo)
- Streets of You (2018年、Papa Cherry)

### ライブ・アルバム
- Live and Kicking (2006年)

## フィルモグラフィ

### 映画
- 『ミスター・アーサー2』 - Arthur 2: On the Rocks (1988年) ※10代青年
- 『7月4日に生まれて』 - Born on the Fourth of July (1989年) ※ヴェトナム人その1
- 『ドアーズ』 - The Doors (1991年) ※ローディー役
- 『ソウル・オブ・マン』 - The Soul of a Man (2003年) ※ドキュメンタリー。ヴィム・ヴェンダース監督
- White Trash (2006年) ※Samir役
- Lyckligare kan ingen vara (2018年) ※マーク役

### テレビ
- ABC Afterschool Special (1988年) ※モブ。エピソード「Date Rape」
- Runaway (1989年) ※コンパニオン。テレビ映画
- Livin' Large (1989年) ※ビリー役
- The Days and Nights of Molly Dodd (1990年) ※ミュージシャンのセロニアス役。エピソード「Here Are Just a Few Things That Could Possibly Go Wrong」
- 『コスビー・ショー』 - The Cosby Show (1990年) ※男その2。エピソード「Just Thinking About It」
- The Hit Man (1991年) ※ビリー役。テレビ映画
- 『サウス・ビーチ』 - South Beach (1993年) ※ヴァ―ノン役。5エピソード